# Ehrenmal Oberursel

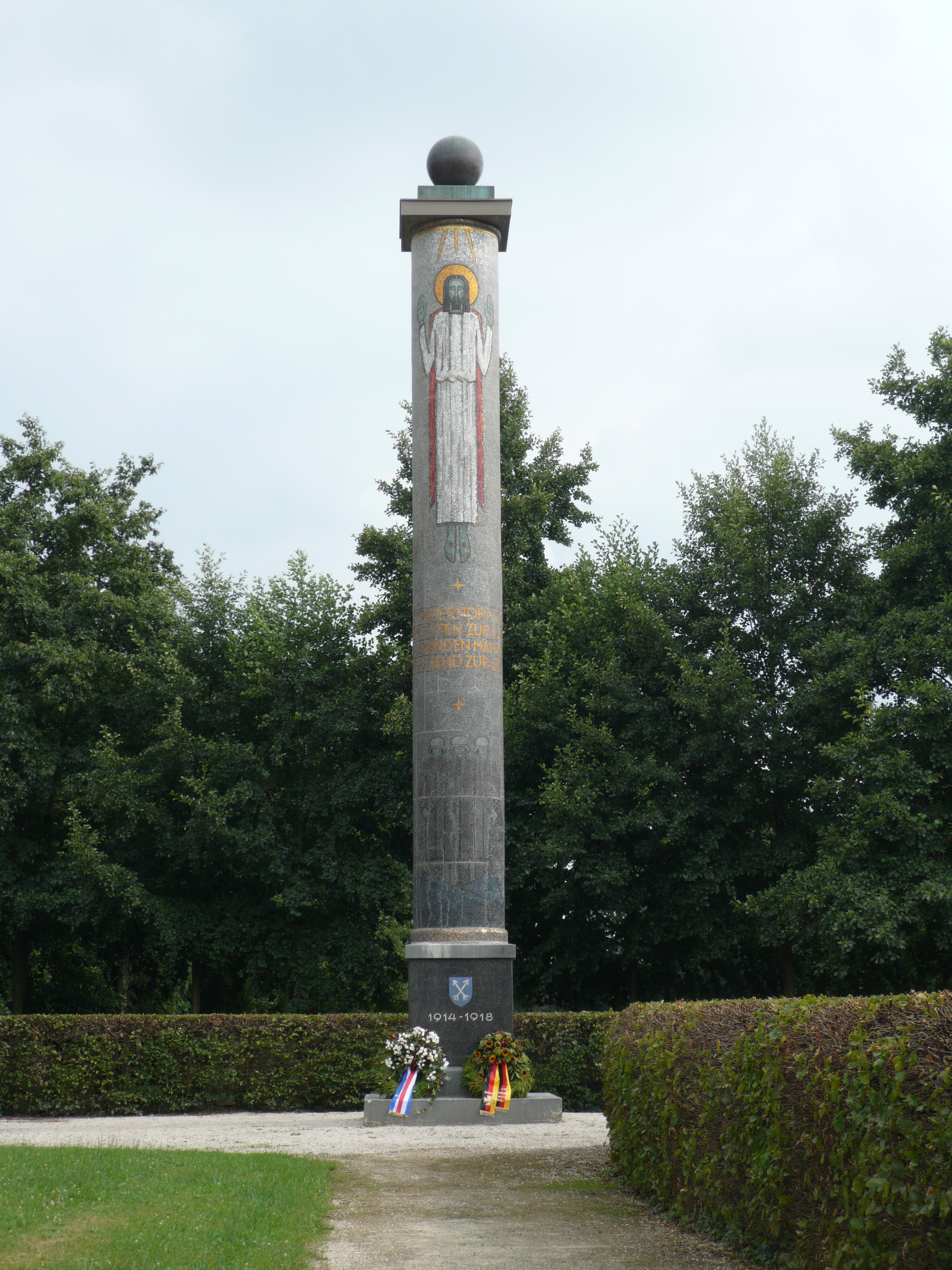
Ehrenmal Oberursel an der Christuskirche

Das Ehrenmal Oberursel ist eine auf einem Postament stehende runde Mosaiksäule in Oberursel (Taunus), die 1930 als Erinnerungsstätte an 224 im 1. Weltkrieg gefallene oder an Kriegsfolgen gestorbene Oberurseler Bürger errichtet wurde. Entworfen wurde das Ehrenmal von der Frankfurter Künstlerin Lina von Schauroth. Seit 2010 steht es unter Denkmalschutz.

## Lage und Umgebung
Das Ehrenmal steht im heutigen Rushmoor-Park an der Oberhöchstadter Straße neben der 1914 eingeweihten evangelischen Christuskirche.

## Konstruktion und Daten
Die von Lina von Schauroth entworfene 8,85 Meter hohe Säule zeigt im oberen Teil eine Christusdarstellung, an der Seite die Worte „In Memoriam“, darunter die Inschrift „Den Trauernden Trost – den Toten zur Ehre – den Lebenden Mahnung – der Jugend zur Lehre“. Darunter stehen graue, fast gesichtslose Soldaten in Uniform. Die Säule steht auf einem etwa zwei Meter hohen quadratischen Block, ebenfalls mit Mosaiksteinen belegt, auf dem auf drei Seiten die Namen der 224 gefallenen oder an den unmittelbaren Kriegsfolgen verstorbenen Oberurseler stehen. Auf der Vorderseite befindet sich eine ältere Version des Oberurseler Stadtwappens mit der Aufschrift „1914–1918“. Auf der Rückseite der Säule ist in goldfarbenen Lettern festgehalten, wer sie finanziert hat: „Errichtet aus freiwilligen Spenden der Bürgerschaft.“
Zunächst lag auf der Säule nur eine rechteckige Platte, die aber zu wuchtig wirkte. Auf Wunsch der Künstlerin kam noch eine Kugel mit 75 Zentimetern Durchmesser aus Kupferblech hinzu. Darauf sollte nach von Schauroths Vorstellung ein Eisernes Kreuz stehen, was die Stadtverwaltung mit Hinweis auf den friedlichen Charakter des Ehrenmals ablehnte. Daraufhin schlug die Künstlerin vor, eine fast drei Meter hohe Flamme mit drei Spitzen aus der Kugel lodern zu lassen. Doch auf Intervention des Stadtbaumeisters blieb es im Einvernehmen mit der Künstlerin bei der im Mai 1932 fertiggestellten Kugel.
Die Maurerarbeiten wurden an die Oberurseler Handwerkerbaugenossenschaft vergeben. Der innen hohle Eisenbetonschaft von insgesamt 13,34 Meter Länge wurde von der Frankfurter Firma Franz Hof Schornstein- und Feuerungsbau hergestellt, das Glasmosaik von der Berliner Fachfirma Puhl & Wagner, Gottfried Heinersdorff.
Die Gestaltung der gärtnerischen Anlagen übernahm nebenberuflich der von der Stadt Oberursel herangezogene Gartenbaudirektor der Stadt Frankfurt am Main, Max Bromme. Er ließ die Außenanlagen um das Ehrenmal so anlegen, dass der Platz vor dem Denkmal auf der Bastion von 216 Hainbuchen umgeben war, eine für jeden gefallenen Mannschaftsdienstgrad, und am Denkmal acht Pyramideneichen die für die gefallenen Offiziere standen.
Quelle:

## Entstehungsgeschichte
Schon kurz nach Kriegsende gab es in Oberursel Bestrebungen, ein Ehrenmal für die meist in der Ferne und oft an unbekannten Orten bestatteten gefallenen Soldaten zu errichten. Doch der wirtschaftliche Niedergang machte die Finanzierung der Vorhabens schwierig. Mit den ehemaligen Bürgermeister Josef Füller als treibender Kraft, dessen einziger Sohn unter den Kriegstoten war, taten sich 1929 27 Oberurseler Vereine, Parteien und Gesellschaften zusammen und gründeten einen „Hauptausschuss für ein Ehrenmal für die im Weltkrieg gefallenen Söhne der Stadt Oberursel (Taunus)“. Gegen den Widerstand der meisten Stadtverordneten und des Magistrats, die auf die schwierige Finanzlage der Stadt verwiesen, gelang es ihnen, von Haus zu Haus und durch Benefizveranstaltungen rund 21.500 Mark zu sammeln. Die Stadt stellte daraufhin das Grundstück und 3100 Mark für Erdaufschüttungsarbeiten zur Verfügung.
Ursprünglich sollte die Gestaltung des Ehrenmals unter ortsansässigen und auswärtigen Bildhauern ausgeschrieben werden. Doch da ergab sich zufällig das Angebot der Frankfurter Künstlerin und Bildhauerin Lina von Schauroth, die für den Ehrenhof der Frankfurter Frauenfriedenskirche eine Mosaiksäule entworfen hatte. Die von der Bildhauerin gelieferten Entwürfe gefielen dem Architekten Hans Herkommer jedoch nicht. Die Säule kam nicht zustande. Einer Freundin der Künstlerin gelang es, dem Hauptausschuss die Ausschreibung auszureden und den Säulenentwurf von Lina von Schauroth ohne weitere Prüfung genehmigen zu lassen. Das mit der Künstlerin vereinbarte Honorar wurde vorab überwiesen, was ungewöhnlich war, aber das Projekt Mosaik letztlich rettete, weil den Oberurselern gar keine Wahl mehr blieb, als das bereits bezahlte Kunstwerk zu verwirklichen.
Quelle:

## Geschichte des Gebäudes
Zur Einweihung des Ehrenmals am 12. Oktober 1930 kamen etwa 1000 Besucher, darunter der Regierungspräsident Wilhelm von Meister. Geistliche aller Konfessionen sprachen Segensworte. Chöre sangen, Musiker musizierten. Der Hauptausschuss übergab das Ehrenmal der Stadt und löste sich auf.

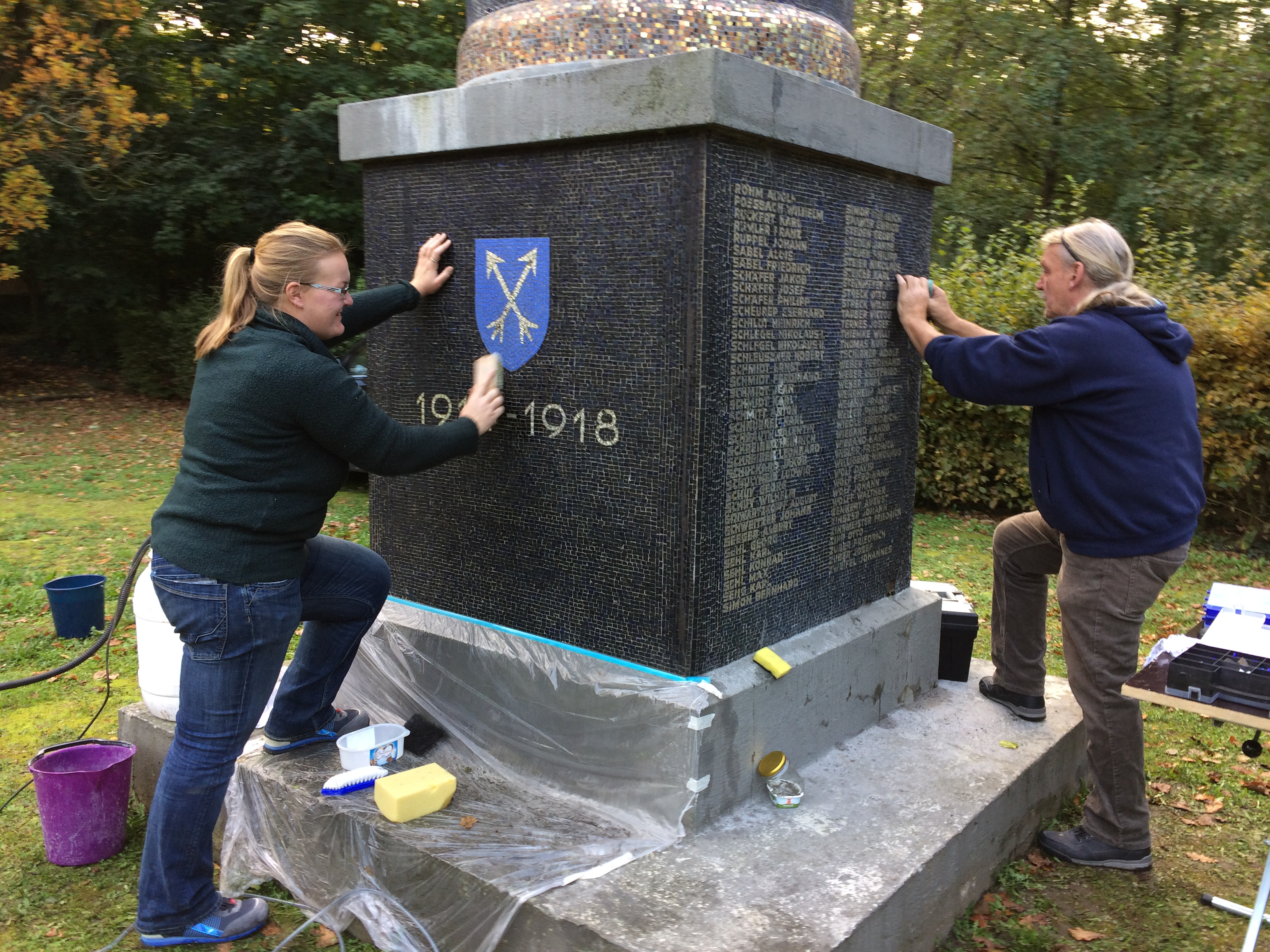
Restaurierung des Sockels am Oberurseler Ehrenmal.

Jahre später stellten sich am Denkmal Schäden ein. Eintretendes Wasser sorgte dafür, dass sich die Mosaiksteinchen lockerten. Die von den Erbauern aufgetragene Beschichtung von stark kalkhaltigem Verputz und einer zementhaltigen Spachtelschicht, auf die die Mosaik-Glassteine aufgeklebt wurden, hielt dem Einbruch von Wasser und den jahreszeitlichen Temperaturwechseln nicht stand. Betonsäule, Verputz und Mosaik haben ein unterschiedliches thermisches Dehnungsverhalten. In die durch die Materialspannungen entstehenden Risse dringt Wasser in die Beschichtung ein, das bei Gefrieren im Winter das Abplatzen des Mosaiks beschleunigt. Immer wieder kam es zu Reparaturversuchen, die aber den zunehmenden Verfall nicht aufhalten konnten. 1988 nahm das Landesamt für Denkmalpflege das Ehrenmal aus der Denkmalliste. Im Herbst 1995 erfolgte eine Notsicherung und Untersuchung. Es gab Pläne, die Säule abzubauen und in einem Innenraum vor Witterung geschützt neu zu errichten. Stehen bleiben sollte nur noch der Sockel mit den Namen der Gefallenen. Die erneute Aufnahme des Bauwerks in die Denkmalliste des Landes 2010 machte solche Pläne zunichte.
Auf Betreiben von Christoph Müllerleile bildete sich eine Bürgerinitiative „Rettet das Ehrenmal“, die unter Schirmherrschaft von Staatssekretär a. D. Gerd Krämer und Kai von Schauroth, eines Enkels der Lina von Schauroth, unter Vorsitz des Pfarrers der Christuskirche, Reiner Göpfert, 111.000 Euro Spenden sammelte. Die Restaurierung übernahm die Firma Matthias Steyer in Niedernhausen. Bei den Reparaturarbeiten stellte sich heraus, dass die Säule bei starkem Wind schwankte. Mit Genehmigung des Denkmalamtes wurde in den hohlen Säulenschaft ein Stahlstab eingebracht und der Hohlbereich mit fließfähigem Beton ausgefüllt.
Im Rahmen einer Feierstunde wurde die restaurierte Mosaiksäule am 23. Juli 2014 eingeweiht. Im Oktober 2017 begann Klaus-Peter Dyroff aus Schmiedeberg mit der Restaurierung des Sockels.
Quelle: